# Centrale d'attitude
Une centrale d'attitude, dans le domaine de l'astronautique, est un ensemble regroupant les appareils qui servent à déterminer l'attitude d'un engin spatial en vue de la corriger.
Le terme correspondant en anglais est attitude control system.

## Référence
Droit français : arrêté du 20 février 1995 relatif à la terminologie des sciences et techniques spatiales.